# سوربیتان
سوربیتان (به انگلیسی: Sorbitan) با فرمول شیمیایی C6H12O5 یک ترکیب شیمیایی با شناسه پاب‌کم 5353472 است. که جرم مولی آن ۱۶۴٫۱۶ گرم بر مول می‌باشد. 